# Oñati
Oñati är en kommun i Spanien. Den ligger i Gipuzkoaprovinsen i den autonoma regionen Baskien i norra delen av landet, 300 km norr om huvudstaden Madrid. Antalet invånare är 11 537 (2024). Arean är 107,37 kvadratkilometer.